# Vallabrix
Vallabrix är en kommun i departementet Gard i regionen Occitanien i södra Frankrike. Kommunen ligger i kantonen Uzès som tillhör arrondissementet Nîmes. År 2022 hade Vallabrix 415 invånare.

## Befolkningsutveckling
Antalet invånare i kommunen Vallabrix
Referens:INSEE